# Power Systems
Power Systems（パワーシステムズ）は、IBMが2008年4月に発表した、ミッドレンジおよびUNIXサーバーのシリーズ。従来のSystem iおよびSystem pの後継。

## 名称
正式名称は「IBM Power Systems」で、「Power」はプロセッサのPOWERから。発表当時はメインフレームのSystem z、x86サーバーのSystem x、ストレージのSystem Storageなどと、IBMのサーバー全体のブランド名である「IBM Systems」を構成した。シリーズ名は複数形（Power Systems）で、各製品（モデル）名は単数形（例：Power System 520）で記載されている。
なお、2021年発表のIBM Power E1080より、ブランド名称が「IBM Power」に変更された。同時に、搭載するプロセッサーの記述が「Power10」となり、「POWER」から「Power」へと変更された。

## 概要

### ハードウェア
前身のRS/6000同様、ベースはCHRPで、CPUはPOWER、バスはPCI (PCI-X) である。

### 仮想化
仮想化のテクノロジーや製品の総称をPowerVM（旧称 Advanced POWER Virtualization、APV）と呼び、以下を含む。
- システム全体で最大160（コア当り最大10）の論理区画（論理パーティション、LPAR）を作成し、同時に複数のOSを起動できる
- 仮想入出力サーバー (Virtual I/O Server、VIOS) ストレージやイーサネットの仮想化
- Lx86 - x86 32ビット用のLinuxアプリケーション・バイナリーを、そのままPOWER上で実行できるものの、同価格帯のIAサーバーにはかなわない。また、64ビットバイナリは実行できない。

### オペレーティングシステム
オペレーティングシステムは以下が同時に稼動できる。
- IBM i - 従来のOS/400(i5/OS)。
- IBM AIX - IBMのUNIX。
- Linux on POWER - POWER版のLinux
  - Red Hat Enterprise Linux for IBM POWER
  - SUSE Linux Enterprise Server for IBM POWER

### 省電力
POWER6およびPOWER7で強化された省電力テクノロジーをEnergyScaleと総称し、以下を含む。
- IBM Active Energy Manager (AEM) エネルギー管理コンポーネントの測定・モニター・管理を行い、リソース使用量を最適化する
- 吸気・排気温度の監視、省電力ナップ・モード、可変速度のファンなど

2010年2月に発表された POWER7プロセッサー搭載モデルPower 750およびPower 755では、アメリカ環境保護局 (EPA) が推進する ENERGY STARにサーバーとして初めて認定を取得した。

## モデル
主な発表モデルは以下である。モデル名の数字の1桁目が「5xx」はPOWER6、「7xx」はPOWER7搭載モデル（「6xx」はPower Systems以前）。数字の2桁目は「x1x」～「x4x」はエントリーモデル、「x5x」～「x7x」はミッドレンジ、「x9x」はハイエンドだが、時期や資料にもよる。なおブレードサーバーは「JSxx」はPOWER6またはPowerPC搭載モデル、「PS7xx」はPOWER7搭載モデル。
- 2008年4月
  - Power Systems
    - IBM Power 520 Express（POWER6 4.2GHz、1～4コア）
    - IBM Power 550 Express（POWER6 3.5/4.2GHz、2～8コア）
    - IBM Power 570（POWER6 3.5/4.2/4.7GHz、2～16コア、2007年発表モデルを名称変更）
    - IBM Power 575（POWER6 4.7GHz、 32～448コア、HPC専用モデル）
    - IBM Power 595（POWER6 5.0GHz、8～64コア）

  - BladeCenter - POWER系プロセッサ搭載のブレードもPower Systemsの一部とされる場合が多い。
    - JS12 Express（POWER6 3.8GHz、2コア）
    - JS21 （PowerPC_970FX/MP 2.7GHz/2.5GHz、1～2コア、IBM i はサポートしない）
    - JS22 （POWER6 4.0GHz、4コア）
- 2010年2月
  - Power Systems - 全てラックマウントモデル[3]
    - IBM Power 750 Express（POWER7 3.0/3.3/3.55GHz、6～32コア）
    - IBM Power 755 （POWER7 3.3 GHz、32コア、HPC専用モデル）
    - IBM Power 770 （POWER7 3.1/3.5 GHz、12～64コア）
    - IBM Power 780 （POWER7 3.86 GHz、8～64コア/TurboCoreモード時 4.14 GHz、最大32コア）
- 2010年4月
  - BladeCenter - ブレードサーバー
    - PS700（POWER7 3.0GHz、4コア、シングル幅）
    - PS701（POWER7 3.0GHz、8コア、シングル幅）
    - PS702（POWER7 3.0GHz、16コア、ダブル幅）
- 2010年8月
  - Power Systems エントリーモデル、ハイエンドモデル[4]
    - IBM Power 710 Express （POWER7 1ソケット、4/6/8コア）
    - IBM Power 720 Express （POWER7 1ソケット、4/6/8コア）
    - IBM Power 730 Express （POWER7 2ソケット、8/12/16コア）
    - IBM Power 740 Express （POWER7 1/2ソケット、4/6/8コア）
    - IBM Power 795 （POWER7 最大32ソケット、最大256コア、フロアスタンドのハイエンドモデル）
- 2012年10月
  - Power Systems POWER7+ 搭載モデル
    - IBM Power 770 （POWER7+ 16ソケット、最大64コア）
    - IBM Power 780 （POWER7+ 16ソケット、最大128コア）
- 2014年4月
  - Power Systemsスケールアウトモデル - モデル名は1桁目が種類（S:スケーラブル）、2桁目がプロセッサ（8:POWER8）、3桁目がソケット数、4桁目が筐体サイズ(U)、5桁目の「L」はLinux専用モデル、となった
    - IBM Power System S812L （POWER8、1ソケット、2U、Linux専用モデル）
    - IBM Power System S814 （POWER8、1ソケット、4U）
    - IBM Power System S822 （POWER8、2ソケット、2U）
    - IBM Power System S822L （POWER8、2ソケット、2U、Linux専用モデル）
    - IBM Power System S824 （POWER8、2ソケット、4U）
    - IBM Power System S824L （POWER8、2ソケット、4U、Linux専用モデル）
- 2015年
  - エンタープライズモデル(AIX、IBM i、Linux)
    - IBM Power System E850 （POWER8、4ソケット、4U）
    - IBM Power System E870 （POWER8、最大8ソケット、最大12U）
    - IBM Power System E880 （POWER8、最大16ソケット、最大22U）
- 2016年
  - エンタープライズモデル(AIX、IBM i、Linux) - モデル末尾の「C」はクラウド用との意味
    - IBM Power System E850C （POWER8、4ソケット、4U）
    - IBM Power System E870C （POWER8、最大8ソケット、最大12U）
    - IBM Power System E880C （POWER8、最大16ソケット、最大22U）
- 2017年12月
  - Accelerated Compute Server
    - IBM Power System AC922（POWER9、2ソケット、NVIDIA Tesla V100、2U）[5]
- 2018年2月 - モデル名は1桁目が種類（S:スケールアウト、L:Linux専用モデル、H:SAP HANA向けモデル）、2桁目がプロセッサ（9:POWER9）、3桁目がソケット数、4桁目が筐体サイズ(U)、となった
  - スケールアウトモデル（AIX、IBM i、Linux)
    - IBM Power System S912（POWER9、1ソケット、2U）
    - IBM Power System S922（POWER9、1/2ソケット、2U）
    - IBM Power System S924（POWER9、2ソケット、4U）

  - Linux専用モデル
    - IBM Power System L922（POWER9、1/2ソケット、2U）

  - SAP HANA向けモデル（AIX、IBM i、Linux）
    - IBM Power System H922（POWER9、1/2ソケット、2U）
    - IBM Power System H924（POWER9、2ソケット、4U）
- 2018年5月
  - Linux専用モデル
    - IBM Power System LC921（POWER9、1/2ソケット、1U）
    - IBM Power System LC922（POWER9、1/2ソケット、2U）
- 2018年8月
  - エンタープライズモデル（AIX、IBM i、Linux）
    - IBM Power System E950（POWER9、4ソケット、4U）
    - IBM Power System E980（POWER9、4ソケット [最大16ソケット]、5U + System Controller Unit 2U [最大22U]）
- 2020年1月
  - 推論モデル（Linux）
    - IBM Power System IC922（POWER9、2ソケット、NVIDIA T4、2U）
- 2021年9月
  - エンタープライズモデル（AIX、IBM i、Linux）
    - IBM Power E1080（Power10、4ソケット [最大16ソケット]、5U + System Controller Unit 2U [最大22U]）
- 2022年7月
  - スケールアウトモデル（AIX、IBM i、Linux)
    - IBM Power S1014（Power10、1ソケット、4Uまたはタワー型筐体）
    - IBM Power S1022（Power10、1/2ソケット、2U）
    - IBM Power S1022s（Power10、1/2ソケット、2U）
    - IBM Power S1024（Power10、1/2ソケット、4U）

  - Linux専用モデル
    - IBM Power L1022（Power10、1/2ソケット、2U）
    - IBM Power L1024（Power10、1/2ソケット、4U）

  - ミッドレンジモデル
    - IBM Power E1050（Power10、4ソケット、4U）

## 歴史
- System i系統
  - 1969年 System/3発表
  - 1975年 System/32発表
  - 1977年 System/34発表
  - 1983年 System/36発表
  - 1971年 Future Systems プロジェクト開始
  - 1979年 System/38シリーズ発表
  - 1988年 System/36とSystem/38を統合し、AS/400シリーズ発表
  - 2000年 AS/400 が eServer iSeriesに改称
  - 2006年 eServer iSeries が System i に改称
- System p系統
  - 1986年 RT PC発表
  - 1990年 RS/6000シリーズ発表
  - 2000年 RS/6000 が eServer pSeriesに改称
  - 2006年 eServer pSeries が System pに改称
- 2008年 System iとSystem pを統合し、Power Systemsを発表（米国は4月2日、日本は4月9日）

なお、Power Systems以前より、System i はPOWERプロセッサを使用し、LPARなどの仮想化技術を共有し、本来のi5/OSに加えてAIXやLinuxなどのオペレーティングシステムも同時稼働できていた。Power Systemsからは、更にシリーズのブランド名称が統合された。

## 参照
1. ↑  “IBM、拡張性に優れた摩擦レスなハイブリッドクラウドを実現する新世代のIBM Powerサーバーを発表”. IBM Japan Newsroom. 2024年2月2日閲覧。
2. ↑  “System Software Maps”. IBM. 2021年3月10日閲覧。
3. ↑  世界最速の汎用プロセッサー「POWER7」搭載サーバーの発表
4. ↑  性能が従来の5倍に向上したPOWERハイエンド・サーバー - 業界初1024スレッド同時実行の最上位機から、100万円を切るエントリー機までPOWER7搭載サーバーがフルラインアップに -
5. ↑  “IBM Power System AC922 - 概要 - 日本”. www.ibm.com (2018年6月13日). 2018年6月14日閲覧。